# Ginevra Francesconi
Ginevra Francesconi (Sora, Frosinone, 22 de abril de 2003) es una actriz y modelo italiana.

## Biografía
Ginevra Francesconi nació el 22 de abril de 2003 en Sora, en la provincia de Frosinone (Italia), desde temprana edad mostró inclinación por la actuación. Tiene una hermana mayor llamada Ludovica, que también se dedica a la actuación.

## Carrera
Ginevra Francesconi de 2008 a 2014 participó en desfiles de alta moda en la categoría KIDS. En 2014 protagonizó el cortometraje Non puoi nasconderti dirigido por Andrea Olindo Bizzarri. En 2017 hizo su primera aparición en la pantalla chica con el papel de Ginevra en un episodio de la cuarta temporada de la serie Che Dio ci aiuti, titulado Una goccia nel mare. Al año siguiente, en 2018, interpretó el papel de Francesca Tancredi en un episodio de la undécima temporada de Don Matteo, titulado Ancora bambina.

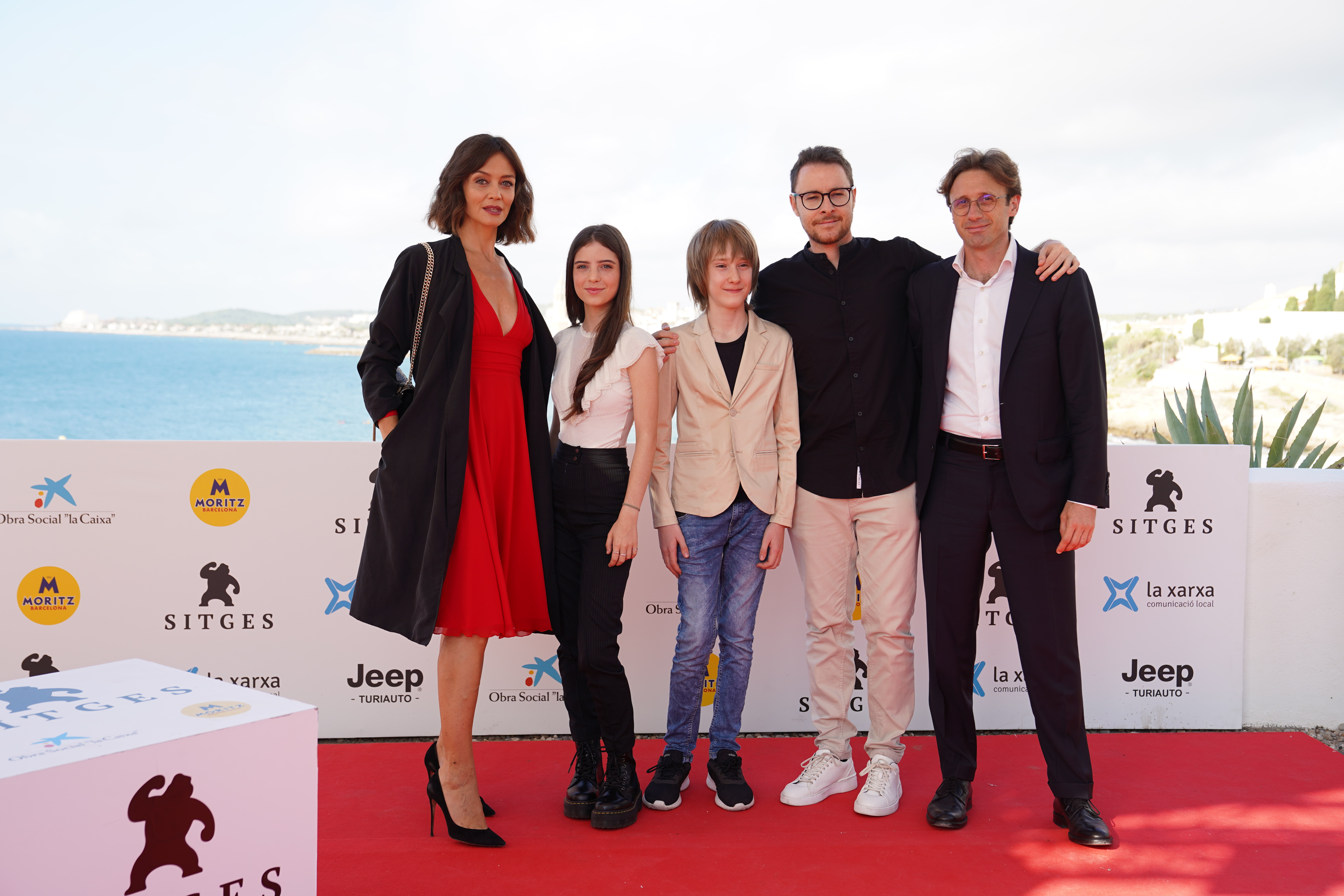
Ginevra Francesconi en 2019 en el Festival de Cine de Sitges.

En 2019 interpretó el papel de Denise en la película The Nest (Il nido) dirigida por Roberto De Feo. En el mismo año interpretó el papel de Azzurra en la película Famosa dirigida por Alessandra Mortelliti. En 2019 y 2020 fue elegida para interpretar el papel de Gloria en la segunda y tercera temporada de la serie Sara e Marti.
En 2020 interpretó el papel de Regina en la película Regina dirigida por Alessandro Grande, donde actuó junto al actor Francesco Montanari. Al año siguiente, en 2021, interpretó el papel de Simone en la película Genitori vs influencer dirigida por Michela Andreozzi, donde protagonizó junto a los actores Fabio Volo y Giulia De Lellis.
En 2021 y 2023 se unió al elenco de la serie Buongiorno, mamma!, en el papel de Sole Borghi, donde actuó junto a los actores Raoul Bova y Maria Chiara Giannetta. En 2022 protagonizó el cortometraje Mother dirigido por Valentina De Amicis. En el mismo año interpretó el papel de Sofia Romeo en la película Me llamo Venganza (Il mio nome è vendetta) dirigida por Cosimo Gomez y donde actuó junto al actor Alessandro Gassman. En 2023 ocupó el papel de Alice en la serie de Sky Original Un'estate fa, junto al actor Lino Guanciale.

## Filmografía

### Cine
| Año  | Título                                     | Personaje   | Director              |
| ---- | ------------------------------------------ | ----------- | --------------------- |
| 2019 | The Nest (Il nido)                         | Denise      | Roberto De Feo        |
| 2019 | Famosa                                     | Azzurra     | Alessandra Mortelliti |
| 2020 | Regina                                     | Regina      | Alessandro Grande     |
| 2021 | Genitori vs influencer                     | Simone      | Michela Andreozzi     |
| 2022 | Me llamo Venganza (Il mio nome è vendetta) | Sofia Romeo | Cosimo Gomez          |

### Televisión
| Año        | Título             | Personaje          | Notas                        |
| ---------- | ------------------ | ------------------ | ---------------------------- |
| 2017       | Che Dio ci aiuti   | Ginevra            | Episodio Una goccia nel mare |
| 2018       | Don Matteo         | Francesca Tancredi | Episodio Ancora bambina      |
| 2019-2020  | Sara e Marti       | Gloria             | 40 episodios                 |
| 2021, 2023 | Buongiorno, mamma! | Sole Borghi        | 24 episodios                 |
| 2023       | Un'estate fa       | Alice              |                              |

### Cortometrajes
| Año  | Título               | Personaje | Director               |
| ---- | -------------------- | --------- | ---------------------- |
| 2014 | Non puoi nasconderti | Alice     | Andrea Olindo Bizzarri |
| 2016 | Mother               |           | Valentina De Amicis    |

## Teatro
| Año  | Título                        | Personaje |
| ---- | ----------------------------- | --------- |
| 2012 | Un pianoforte e due scarpette |           |
| 2013 | Pseudolo                      | Calidoro  |
| 2014 | Il Servitore di due padroni   | Clarice   |

## Premios y reconocimientos
Festival de Cine de Spello
| Año  | Categoría             | Resultado | Notas  |
| ---- | --------------------- | --------- | ------ |
| 2021 | Cine Joven Prometedor | Ganadora  | [ 32 ] |

Nastro d'argento
| Año  | Categoría                 | Trabajo | Resultado | Notas         |
| ---- | ------------------------- | ------- | --------- | ------------- |
| 2021 | Premio Graziella Bonacchi | Regina  | Ganadora  | [ 40 ] [ 41 ] |

Premios RdC
| Año  | Categoría               | Resultado | Notas         |
| ---- | ----------------------- | --------- | ------------- |
| 2019 | Mejor actriz revelación | Ganadora  | [ 42 ] [ 43 ] |

Festival de Cine de Sezze
| Año  | Categoría              | Resultado | Notas         |
| ---- | ---------------------- | --------- | ------------- |
| 2022 | Mejor actriz principal | Ganadora  | [ 44 ] [ 45 ] |